# Коржеуць (Румунія)
Коржеуць, Коржеуці (рум. Corjăuți) — село у повіті Ботошані в Румунії. Входить до складу комуни Хілішеу-Хорія.
Село розташоване на відстані 400 км на північ від Бухареста, 43 км на північний захід від Ботошань, 138 км на північний захід від Ясс.

## Населення
За даними перепису населення 2002 року у селі проживали 579 осіб, усі — румуни. Усі жителі села рідною мовою назвали румунську.